# Karhunpäänsaari (ö i Södra Savolax, S:t Michel, lat 61,73, long 27,15)
Karhunpäänsaari är en halvö i Finland. Den ligger i sjön Korpijärvi och Verijärvi och i kommunen Sankt Michel i den ekonomiska regionen  S:t Michel och landskapet Södra Savolax, i den södra delen av landet, 210 km nordost om huvudstaden Helsingfors.